# ジョアン・コエーリョ・ネト
プレギーニョ（Preguinho）ことジョアン・コエーリョ・ネト（João Coelho Neto、1905年2月8日 - 1971年10月1日）は、ブラジル、リオデジャネイロ出身の元サッカー選手。ポジションはフォワード。
ブラジルの作家コエーリョ・ネトを父に持ち、1925年から1938年までフルミネンセFCでプレーした。同クラブでは1930年、1932年と2度リオデジャネイロ州選手権の得点王となり、通算184得点を挙げた。また、第1回のFIFAワールドカップでブラジル代表のキャプテンを務め、ユーゴスラビア戦でブラジルのワールドカップ初ゴールも決めたほか、6日後に行われたボリビア戦では2得点を記録した。ブラジル代表としての通算成績は国際Aマッチ3試合出場4得点、非公式戦2試合出場3得点 。
サッカー以外でも、バレーボールやバスケットボールをはじめ様々なスポーツで才能を発揮し、1952年にGrande Benemérito Atletaを受けた。
1971年に死去。現役時代の功績を称え、フルミネンセFCはプレギーニョの彫像を制作した。

## 獲得タイトル

### クラブタイトル
- リオデジャネイロ州選手権　1936, 1937, 1938

### 個人タイトル
- リオデジャネイロ州選手権得点王　1930, 1932